# Oxyethira desadorna
Oxyethira desadorna är en nattsländeart som beskrevs av Dudley Moulton och Harris 1997. Oxyethira desadorna ingår i släktet Oxyethira och familjen smånattsländor. Inga underarter finns listade i Catalogue of Life.